# سامر لی
سامر لین لی (به انگلیسی: Summer Lynn Lee؛ زاده 26 نوامبر 1987)   سازمان دهنده جامعه و سیاستمدار  است آمریکایی  که به عنوان  عضو دموکرات مجلس نمایندگان پنسیلوانیا از حوزه 34 خدمت می کند.  با حمایت شعبه محلی سوسیالیست‌های دموکرات آمریکا ، او پال کاستا را در انتخابات مقدماتی دموکرات‌ها در سال 2018 با بیش از 67 درصد آرا شکست داد.  لی اولین زن سیاهپوستی است که نماینده جنوب غربی پنسیلوانیا در مجلس قانونگذاری ایالتی است. 
لی نامزد دموکرات ها در انتخابات سال 2022 برای  نمایندگی از حوزه دوازدهم کنگره پنسیلوانیا در مجلس نمایندگان ایالات متحده بود . او در انتخابات مقدماتی با کمتر از 1 درصد آرا نسبت به نزدیکترین رقیب خود، استیو اروین ، رئیس کمیته مشاوره ایالتی کمیسیون حقوق مدنی ایالات متحده ، پیروز شد. او در انتخابات سراسری پیروز شد و اولین زن سیاه پوست از پنسیلوانیا در مجلس نمایندگان خواهد شد. 

## سنین جوانی و تحصیل
لی که تبار سیاهپوست دارد ، در نورت بردک، پنسیلوانیا بزرگ شد و در دبیرستان وودلند هیلز تحصیل کرد . او در سال 2009 از دانشگاه ایالتی پنسیلوانیا فارغ التحصیل شد و در سال 2015 جی دی  را از مدرسه حقوق دانشگاه هاوارد دریافت کرد .    او پس از فارغ التحصیلی در انتخابات مقدماتی حزب دموکرات در سال 2016 برای برنی سندرز مبارزه پرداخت. 

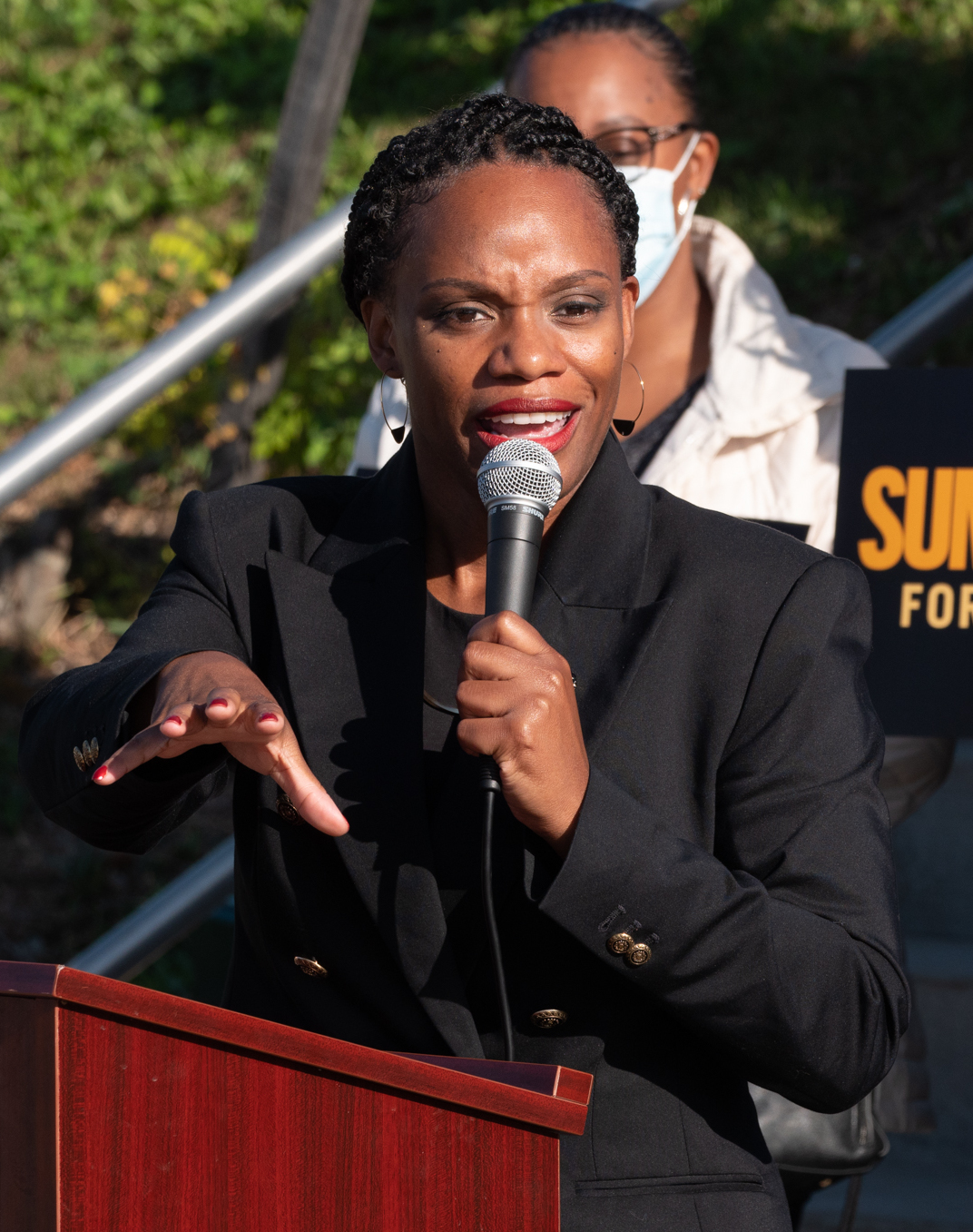
لی در حال اعلام مبارزات انتخاباتی خود در کنگره